# Chrastín
Chrastín je malá vesnice, část městyse Peruc v okrese Louny. Nachází se asi 3,5 km na sever od Peruce. Chrastín leží v katastrálním území Peruc o výměře 13,11 km².

## Historie
První písemná zmínka o vesnici pochází z roku 1341.

## Obyvatelstvo
|                                                                        | 1869 | 1880 | 1890 | 1900 | 1910 | 1921 | 1930 | 1950 | 1961 | 1970 | 1980 | 1991 | 2001 | 2011 |
| ---------------------------------------------------------------------- | ---- | ---- | ---- | ---- | ---- | ---- | ---- | ---- | ---- | ---- | ---- | ---- | ---- | ---- |
| Obyvatelé                                                              | 89   | 135  | 121  | 138  | 129  | 136  | 85   | 55   | 37   | 20   | 8    | 1    | -    | 16   |
| Domy                                                                   | 18   | 23   | 23   | 23   | 21   | 21   | 20   | 22   | —    | 10   | 6    | 19   | 19   | 19   |
| Počet domů z roku 1961 je zahrnut v celkovém počtu domů městyse Peruc. |      |      |      |      |      |      |      |      |      |      |      |      |      |      |

## Doprava
Vesnicí vede naučná stezka Perucko.